# Docteur Eckener
'Docteur Eckener' (ou 'Dr. Eckener') est un cultivar de rosier obtenu en 1928 par le rosiériste allemand Vinzenz Berger et mis au commerce en 1930 par Victor Teschendorff en Allemagne, sous le nom de 'Dr. Eckener' ('Docteur Eckener' pour le marché francophone), par Conard-Pyle aux États-Unis en 1931 et par Hazlewood en Australie en 1932. Il doit son nom au Dr Hugo Eckener (1868-1954) pilote du dirigeable zeppelin qui traversa pour la première fois l'Atlantique en 1924, et successeur du comte von Zeppelin à la tête de la Deutsche Luftschiff-Aktien-Gesellschaft.

## Description
Il s'agit d'un hybride de Rosa rugosa tétraploïde formant un arbuste fort vigoureux pouvant atteindre de 150 cm à 245 cm de hauteur et plus de 185 cm de largeur. Ses fleurs d'un jaune pâle (l'intérieur des pétales virant au jaune d'or) montrent des nuances orangées et un cœur rose saumonné, ; elles sont parfumées. Grandes et semi-doubles (9-16 pétales), elles forment de belles coupes qui fleurissent tout au long de la saison.
Cet arbuste est très rustique et résiste aux froids vigoureux, sa zone de rusticité démarrant à 5b. On peut l'admirer dans de nombreuses roseraies du monde. Il a besoin d'une zone ensoleillée et il est parfait pour les haies.
'Docteur Eckener' est issu d'un croisement 'Golden Emblem' (McGredy, hybride de thé, 1916) x Rosa rugosa Thun.